# 212 (авион)
212 (авион) је југословенски војни школски једномоторни нискокрилни клипни авион двосед за напредну прелазну тренажну обуку модерних аеродинамичких линија дрвене конструкције са увлачећим стајним трапом и затвореном кабином, који се производио у фабрици авиона Утва у Панчеву. Непосредно по окончању рата а на основу расписаног интерног конкурса из 1946. године, урађени су пројекти авиона за тренажну прелазну обуку пилота са ознакама 212 и 213, оба са истим мотором Ренџер СВГ-770C-Б1 од 330 kW (440 КС). Прототипови ових авиона су направљени у земунској фабрици авиона Икарус, у којој је 1940. године израђен прототип првог напредног тренажног авиона Икарус ММ-2, па се ови авиони могу наћи и под именом Икарус 212 и Икарус 213. Први лет прототипа 212 и 213 је изведен 1948. године а након испитивања серијски су се производили у фабрици авиона Утва у Панчеву од 1950. до 1955. године. Укупно је направљено 60 авиона Утва 212 и 196 примерака 213 (авион). Наследник ових авиона исте намене и класе је био 522 (авион).

## Пројектовање и развој
Овај авион су пројектовали конструктори Илић, Зрнић и Поповић, а прототип је направљен у Икарусу. Авион је био потпуно дрвене конструкције нискокрилац са уграђеним линијским мотором Ренџер. Имао је увлачећи стајни трап са репним точком. Авион је био двосед са затвореном кабином у којој су седели један иза другог инструктор и ученик.

## Оперативно коришћење
Серијска производња овог авиона се одвијала у Фабрици авиона Утва из Панчева у периоду од 1950 до 1955. године. Популаран назив овог авиона је био 212 (авион). Укупно је направљено 60 примерака ових авиона и сви су се користили за прелазну обуку пилота у ратном ваздухопловству Југославије док их нису заменили модернији авиони металне конструкције 522 (авион) са Прат Витни радијалним мотором.

## Земље које су користиле овај авион
- Југославија-ФНРЈ/СФРЈ

## Особине авиона Икарус 212

### Опште карактеристике
- Мотор - 1 x 330 kW Ренџер SVG-770C-B1
- Елиса - двокрака променљивог корака,
- Размах крила - 11,00 m,
- Површина крила - 21,90
- Дужина авиона - 9,32 m,
- Висина авиона - 3,58 m,
- Тежина празног авиона - 1.300 kg,
- Максимална полетна тежинаљ - 2.400 kg,
- Посада - 2 члана.
- Наоружање - 2 митраљеза 7,92 mm, и 2 лаке бомбе по 50 kg испод крила
- Стајни трап - увлачећи

### Перформансе
- Максимална брзина - 287 km/h,
- Путна брзина - 242 km/h,
- Долет - 920 km,
- Плафон лета - 7.000